# Picayos (danza)
Los Picayos es el nombre que reciben unos grupos de danza típicos del occidente de Cantabria (España), especialmente los que existen en las localidades de Comillas (Cantabria), San Vicente de la Barquera, Ruiloba, Cabezón de la Sal y Rozadío
Los Picayos, vestidos habitualmente de blanco, realizan una danza tradicional acompañados de castañuelas. La danza es realizada solo por hombres, mientras que las mujeres ataviadas con faldas tocan la pandereta y cantan los versos que normalmente se dedican al patrón o patrona al que los Picayos sacan en procesión. Es una fiesta, por tanto, con carácter religioso y ligada a las zonas costeras. Por ejemplo en Comillas (Cantabria) los Picayos realizan una procesión con el Cristo del Amparo, que es bajado desde el centro del pueblo hasta la zona del puerto, donde es sacado al mar en una procesión de barcos, para después ser devuelto a la iglesia parroquial.
- Datos: Q16618781